# Marais à mangrove méridional
Le marais à mangrove méridional, en anglais South Mangrove Swamp, est un marais à mangrove situé sur l'île de Peleliu dans l'État du même nom aux Palaos.

## Division
Il est divisé en trois éléments :
- le marais à mangrove septentrional ouest ;
- le marais à mangrove septentrional nord-est[1] ;
- le marais à mangrove septentrional est.

## Sources